# مقبره‌های اسماعیل‌آقاقلعه‌سی
مقبره‌های قلعه اسماعیل اقا مربوط به دوره صفوی است و در شهرستان ارومیه، بخش نازلوچای واقع شده و این اثر در تاریخ ۲۲ آبان ۱۳۶۲ با شمارهٔ ثبت ۱۶۵۱ به‌عنوان یکی از آثار ملی ایران به ثبت رسیده است.